# Alex Sipiagin
Alex Sipiagin (Jaroszlavl, 1967. június 11. –) orosz dzsessztrombitás, szárnykürtös.

## Pályafutása
1990-ben Oroszországból az Amerikai Egyesült Államokba költözött. Az Egyesült Államokban első komolyabb szakmai kapcsolata a Gil Evans Banddel volt.
Játszott Dave Hollanddal, a Mingus Big Banddel, Michael Breckerrel és Mulgrew Millerrel. Zenekarvezetőként számos albumot rögzített, ebből tizenkettőt a Criss Cross Jazz holland kiadó számára.
Sipiagin az Opus 5 együttes alapító tagja Seamus Blake-kel, David Kikoskival, Boris Kozlovval és Donald Edwardsszal.
A New York-i Steinhardt Egyetem (Steinhardt School of Culture, Education, and Human Development) oktatója.

## Albumok
- Images (1998)
- Steppin' Zone (2001)
- Hindsight (2002)
- Mirrors (2003)
- Equilibrium (2004)
- Returning (2005)
- Prints (2007)
- Out of the Circle (2007)
- Mirages (2009)
- Generations (2010)
- Destinations Unknown (2011)
- Overlooking Moments (2012)
- From Reality and Back (2013)
- Live at Smalls (2013)
- New Path (2014)
- Balance 38-58 (2015)
- Moments Captured (2017)
- NoFo Skies (2019)

### Opus 5 együttes
- Introducing Opus 5 (2011)
- Pentasonic (2012)
- Progression (2014)
- Tickle (2015)

## Fordítás
- Ez a szócikk részben vagy egészben  az   Alex Sipiagin című angol Wikipédia-szócikk ezen változatának fordításán alapul.  Az eredeti cikk szerkesztőit annak laptörténete sorolja fel. Ez a jelzés csupán a megfogalmazás eredetét és a szerzői jogokat jelzi, nem szolgál a cikkben szereplő információk forrásmegjelöléseként.